# Husiná
Husiná, ungarisch Guszona ist eine Gemeinde in der südlichen Mittelslowakei mit 545 Einwohnern (Stand 31. Dezember 2024), die im Okres Rimavská Sobota, einem Kreis des Banskobystrický kraj, liegt und zur traditionellen Landschaft Gemer gehört.

## Geographie

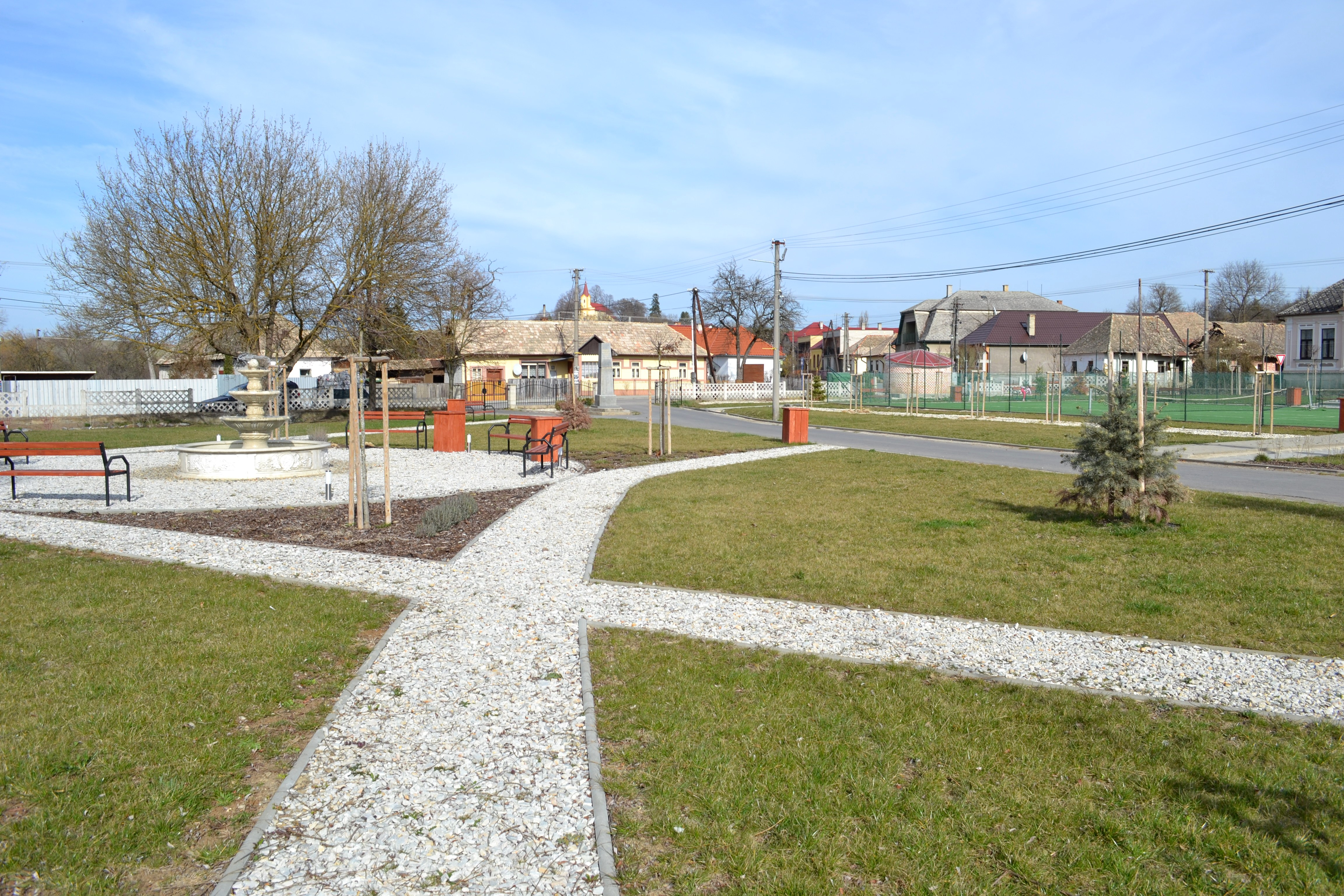
Park im Ortszentrum

Die Gemeinde befindet sich am Übergang vom Talkessel Lučenská kotlina (Teil der größeren Einheit Juhoslovenská kotlina) in das Bergland Cerová vrchovina, am Bach Sokolí potok sowie dessen Zuflüssen, im Einzugsgebiet der Suchá und somit des Ipeľ. Das Ortszentrum liegt auf einer Höhe von 270 m n.m. und ist 14 Kilometer von Rimavská Sobota entfernt.
Nachbargemeinden sind Ožďany im Norden, Dolné Zahorany und erneut Ožďany im Nordosten, Rimavská Sobota (Katastralgemeinden Tomášová und Mojín) im Osten, über einen Punkt Čierny Potok im Südosten, Konrádovce und Bulhary im Süden, Veľké Dravce im Westen und Nové Hony im Nordwesten.

## Geschichte

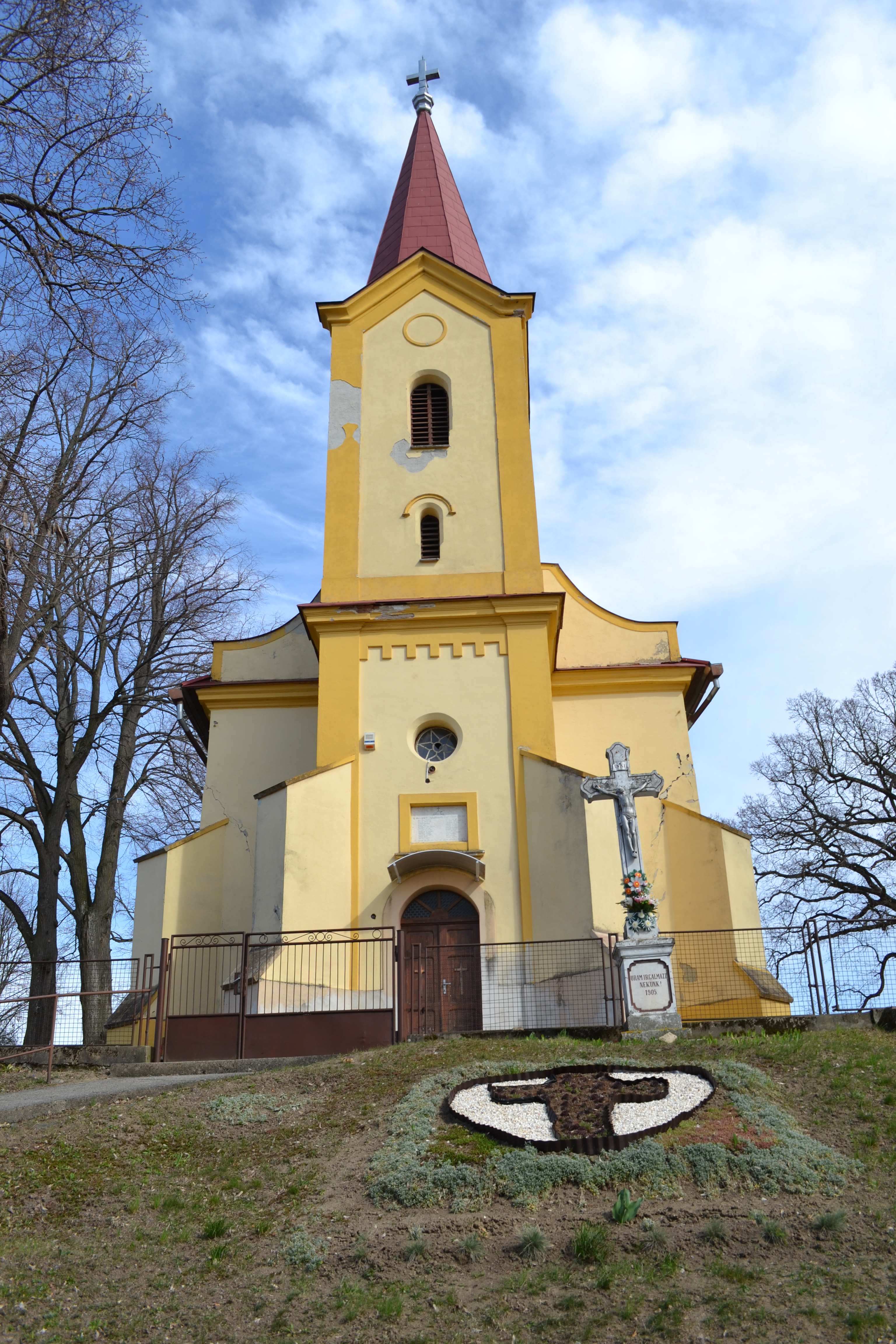
Kirche in Husiná

Husiná wurde zum ersten Mal 1322 als Guibna schriftlich erwähnt, weitere historische Bezeichnungen sind unter anderen Guzna (1341) und Guzona (1435). Der Ort war ab der zweiten Hälfte des 14. Jahrhunderts Besitz des Geschlechts Rátold und ab der zweiten Hälfte des 15. Jahrhunderts der Familie Perényi als Teil der Burgherrschaft Fileck. In der Neuzeit gehörten die Ortsgüter verschiedenen Familien. Im 17. Jahrhundert wurde der Ort im Laufe der Standesaufstände mehrfach in Mitleidenschaft gezogen. 1828 zählte man 79 Häuser und 595 Einwohner, die als Landwirte beschäftigt waren.
Bis 1918/19 gehörte der im Komitat Gemer und Kleinhont liegende Ort zum Königreich Ungarn und kam danach zur Tschechoslowakei beziehungsweise heute Slowakei. Auf Grund des Ersten Wiener Schiedsspruchs lag er von 1938 bis 1944 noch einmal in Ungarn.

## Bevölkerung
| Jahr                | 1994 | 2004     | 2014    | 2024 |
| ------------------- | ---- | -------- | ------- | ---- |
| Anzahl der Personen | 453  | 505      | 545     | 545  |
| Unterschied         |      | +11,47 % | +7,92 % | +0 % |

| Jahr                | 2023 | 2024    |
| ------------------- | ---- | ------- |
| Anzahl der Personen | 544  | 545     |
| Unterschied         |      | +0,18 % |

Gemäß der Volkszählung 2011 wohnten in Husiná 538 Einwohner, davon 379 Magyaren, 130 Slowaken, 14 Roma und drei Tschechen. 12 Einwohner machten keine Angabe zur Ethnie.
489 Einwohner bekannten sich zur römisch-katholischen Kirche, 13 Einwohner zur Evangelischen Kirche A. B., drei Einwohner zur evangelisch-methodistischen Kirche, zwei Einwohner zur reformierten Kirche sowie jeweils ein Einwohner zu den christlichen Gemeinden und zur orthodoxen Kirche. 14 Einwohner waren konfessionslos und bei 15 Einwohnern wurde die Konfession nicht ermittelt.

## Wappen
Das Gemeindewappen zeigt eine schwarze Pflugschar auf weißem Hintergrund. Innerhalb der Schar ist eine nach heraldisch links orientierte Hausgans abgebildet, entsprechend dem Ortsnamen (das slowakische Wort hus bedeutet Gans).

## Baudenkmäler

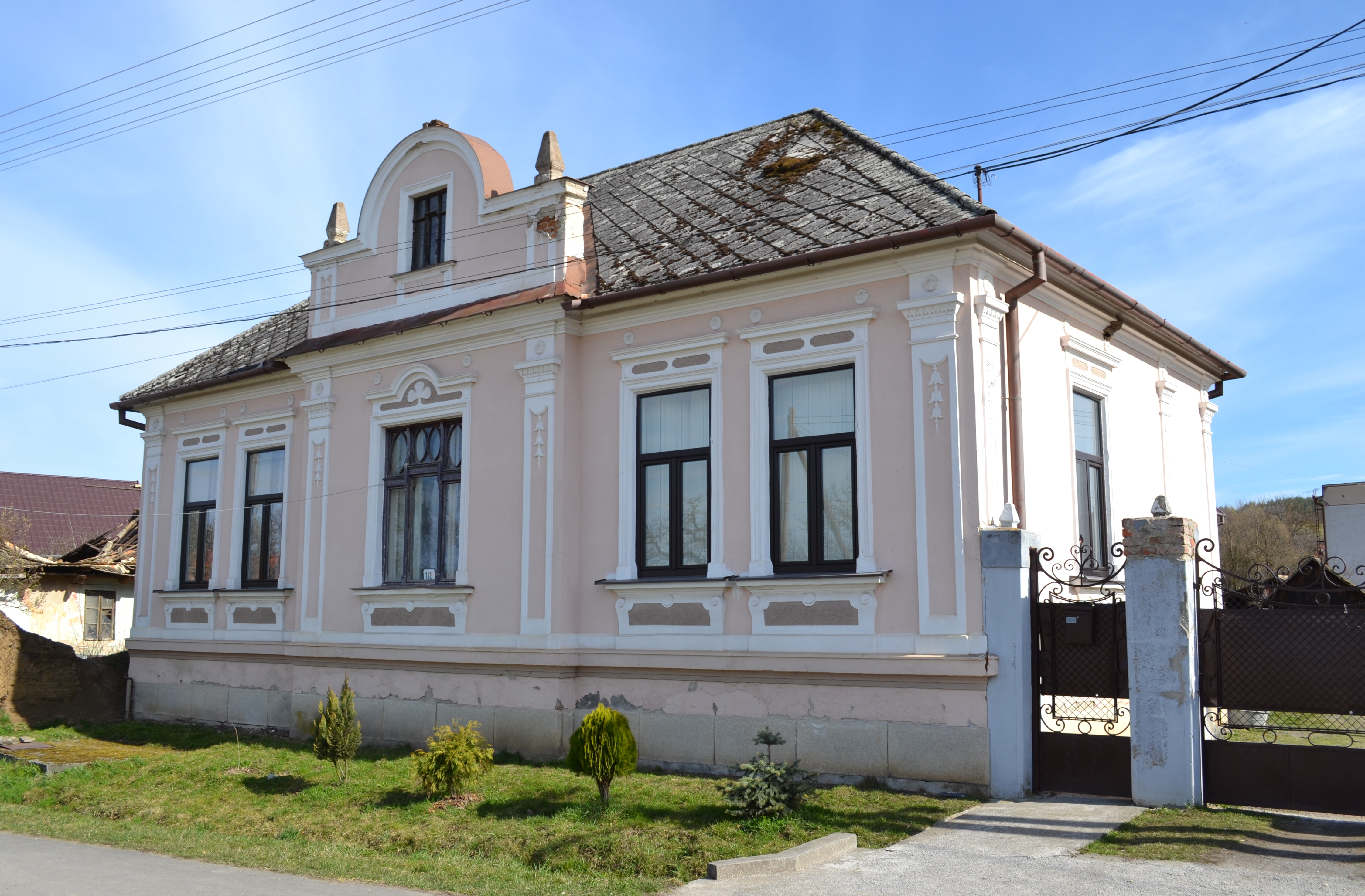
Landsitz

- römisch-katholische Kirche Mariä Besuchung im klassizistischen Stil aus dem Jahr 1787, nach 1890 erneuert und 1922 erweitert[6]
- Landsitz im klassizistischen Stil aus dem frühen 19. Jahrhundert

## Verkehr
Durch Husiná verläuft die Straße 3. Ordnung 2741 zwischen Veľké Dravce und Rimavská Sobota. Bahnanschluss gibt es keinen, nachdem die Bahnstrecke Rimavská Sobota–Poltár mit der Haltestelle Husiná seit 2007 offiziell aufgelassen ist.